# (4367) Meech
(4367) Meech ist ein Hauptgürtelasteroid, der am 2. März 1981 von Schelte John Bus vom Palomar-Observatorium aus entdeckt wurde.
Der Asteroid wurde nach der US-amerikanischen Astronomin Karen J. Meech benannt.